# George Howison
George Holmes Howison, född 29 november 1834, död 31 december 1916, var en amerikansk filosof.
George Howison var först professor i matematik, sedan i nationalekonomi vid Washington University in St. Louis 1864–1869, och tillhörde den hegelianskt färgade kretsen kring William Torrey Harris, från vilken den första filosofiska tidskriften i Amerika, The Journal of Speculative Philosophy (22 band, 1867–) startades. Howison utgav 1869 A treatise on analytic geometry. Samma år blev han läroverkslärare i Boston och 1872 professor i logik och naturvetenskapens filosofi vid Massachusetts tekniska högskola. Denna professur, troligen den första i sitt slag, nedlades 1878 på grund av högskolans ekonomiska svårigheter. 1880–1882 studerade Howison i Berlin, bland annat för Emil Du Bois-Reymond, Hermann Ebbinghaus, Eduard Zeller och Karl Ludwig Michelet. Som nära vän till Ralph Waldo Emerson och Amos Bronson Alcott kallades Howison 1882 och 1883 att föreläsa vid Concord School. 1884 blev han professor i filosofi vid Berkeley University i Kalifornien. Genom Howisons verksamhet blev Berkeley snart en viktig medelpunkt för filosofisk och psykologisk forskning. Dess ansedda Publications in philosophy, 1 (1904), till ägnades Howison på 70-årsdagen, band 19 år 1936 tillägnades hans minne. Howisons ståndpunkt hade vissa likheter med Christopher Jacob Boströms Vitalis Norströms. Verkligheten utgör ett system av fria personligheter. Deras individualitet består omedelbart i erkännandet av alla andra individers rätt. Begreppens allmängiltighet och naturens objektivitet är en funktion av detta metafysiska samhälle. Howison utvecklade sin filosofi i The conception of God (1897) och i The limits of evolution (1901).